# NBL 2020/21
Die NBL 2020/21 war die 43. Austragung der australasischen National Basketball League. Die mit acht Teams aus Australien und einem Team aus Neuseeland ausgetragene Meisterschaft begann am 15. Januar 2021 und endete am 25. Juni 2021. Im Finale konnten sich Melbourne United in der Best-of-Five-Serie gegen die Perth Wildcats in drei Spielen durchsetzen und damit ihren sechsten Meistertitel erringen.

## Modus
Jedes Team trägt in der regulären Saison 18 Heim- und 18 Auswärtsspiele aus. Die in der Endtabelle auf den ersten vier Plätzen stehenden Teams qualifizieren sich für die Playoffs. Das beste Team der Hauptrunde spielt im Halbfinale gegen den Vierten, während der Zweite gegen den Dritten spielt. Im Halbfinale gilt der best of three modus, während im Finale der Best-of-Five-Modus angewendet wird.

## Mannschaften
| Mannschaft             | Stadt                       | Land       | Austragungsorte                  | Plätze |
| ---------------------- | --------------------------- | ---------- | -------------------------------- | ------ |
| Adelaide 36ers         | Adelaide, South Australia   | Australien | Adelaide Entertainment Centre    | 11.300 |
| Brisbane Bullets       | Brisbane, Queensland        | Australien | Nissan Arena                     | 5.000  |
| Cairns Taipans         | Cairns, Queensland          | Australien | Cairns Pop-Up Arena              | 2.000  |
| Illawarra Hawks        | Wollongong, New South Wales | Australien | WIN Entertainment Centre         | 6.000  |
| Melbourne United       | Melbourne, Victoria         | Australien | John Cain Arena                  | 10.175 |
| Melbourne United       | Melbourne, Victoria         | Australien | Bendigo Stadium                  | 4.000  |
| New Zealand Breakers   | Auckland                    | Neuseeland | Spark Arena                      | 9.300  |
| New Zealand Breakers   | Auckland                    | Neuseeland | The Trusts Arena                 | 4.900  |
| New Zealand Breakers   | Auckland                    | Neuseeland | TSB Stadium                      | 4.500  |
| New Zealand Breakers   | Auckland                    | Neuseeland | Christchurch Arena               | 7.200  |
| New Zealand Breakers   | Auckland                    | Neuseeland | Energy Events Centre             | 3.500  |
| New Zealand Breakers   | Auckland                    | Neuseeland | Franklin Pool and Leisure Centre | 1.100  |
| New Zealand Breakers   | Launceston                  | Australien | Silverdome                       | 5.000  |
| New Zealand Breakers   | Bendigo                     | Australien | Bendigo Stadium                  | 4.000  |
| Perth Wildcats         | Perth, Western Australia    | Australien | RAC Arena                        | 14.800 |
| S.E. Melbourne Phoenix | Melbourne, Victoria         | Australien | John Cain Arena                  | 10.500 |
| S.E. Melbourne Phoenix | Melbourne, Victoria         | Australien | State Basketball Centre          | 3.200  |
| Sydney Kings           | Sydney, New South Wales     | Australien | Sydney SuperDome                 | 18.200 |

## Personal und Sponsoring
| Mannschaft             | Trainer        | Kapitän                                   | Hauptsponsor       | Ausrüster |
| ---------------------- | -------------- | ----------------------------------------- | ------------------ | --------- |
| Adelaide 36ers         | Conner Henry   | Daniel Dillon Daniel Johnson Brendan Teys | Scouts Australia   | Champion  |
| Brisbane Bullets       | Andrej Lemanis | Jason Cadee                               | St. Genevieve      | Champion  |
| Cairns Taipans         | Mike Kelly     | Scott Machado                             | CQUniversity       | Champion  |
| Illawarra Hawks        | Brian Goorjian | Andrew Ogilvy                             | Pepper Money       | Champion  |
| Melbourne United       | Dean Vickerman | Chris Goulding Mitch McCarron             | SodaStream         | Champion  |
| New Zealand Breakers   | Dan Shamir     | Thomas Abercrombie                        | Sky Sport          | Champion  |
| Perth Wildcats         | Trevor Gleeson | Jesse Wagstaff                            | Pentanet           | Champion  |
| S.E. Melbourne Phoenix | Simon Mitchell | Kyle Adnam Adam Gibson                    | Mountain Goat Beer | Champion  |
| Sydney Kings           | Adam Forde     | Daniel Kickert Casper Ware                | Brydens Lawyers    | Champion  |

## Trainerwechsel
| Team            | 2019/20     | 2020/21        |
| --------------- | ----------- | -------------- |
| Adelaide 36ers  | Joey Wright | Conner Henry   |
| Illawarra Hawks | Matt Flinn  | Brian Goorjian |
| Sydney Kings    | Will Weaver | Adam Forde     |

## Tabelle
Abschlusstabelle nach Ende der Hauptrunde
- Für die Play-offs qualifiziert

| Pl. | Team                   | Spiele | Siege | Niederlagen | Siegquote | Punkte+ | Punkte- | Punktedifferenz | Heimbilanz | Auswärtsbilanz |
| --- | ---------------------- | ------ | ----- | ----------- | --------- | ------- | ------- | --------------- | ---------- | -------------- |
| 01. | Melbourne United       | 36     | 28    | 8           | 77,78 %   | 3189    | 2956    | +233            | 14:4       | 14:4           |
| 02. | Perth Wildcats         | 36     | 25    | 11          | 69,44 %   | 3133    | 2900    | +233            | 13:5       | 12:6           |
| 03. | Illawarra Hawks        | 36     | 20    | 16          | 55,56 %   | 2962    | 2954    | +8              | 11:7       | 9:9            |
| 04. | S.E. Melbourne Phoenix | 36     | 19    | 17          | 52,78 %   | 3217    | 3124    | +93             | 9:9        | 10:8           |
| 05. | Sydney Kings           | 36     | 19    | 17          | 52,78 %   | 3112    | 3087    | +25             | 11:7       | 8:10           |
| 06. | Brisbane Bullets       | 36     | 18    | 18          | 50,00 %   | 3204    | 3274    | −70             | 9:9        | 9:9            |
| 07. | Adelaide 36ers         | 36     | 13    | 23          | 36,11 %   | 2985    | 3156    | −171            | 10:8       | 3:15           |
| 08. | New Zealand Breakers   | 36     | 12    | 24          | 33,33 %   | 2937    | 3021    | −84             | 8:10       | 4:14           |
| 09. | Cairns Taipans         | 36     | 8     | 28          | 22,22 %   | 2940    | 3207    | −267            | 6:12       | 2:16           |

## Play-offs

### Modus
Die auf den ersten vier Plätzen der Abschlusstabelle der regulären Saison platzierten Mannschaften qualifizieren sich für die Play-offs. Die beste Mannschaft tritt dabei gegen die viertbeste und die zweitbeste gegen die drittbeste Mannschaft an. Das Halbfinale wird im Best-of-three-Modus und das Finale im Best-of-five-Modus entschieden.

### Spiele
|  | Halbfinale | Halbfinale             | Halbfinale     | Halbfinale | Halbfinale |    |                  | Finale | Finale | Finale | Finale | Finale | Finale | Finale |
|  |            |                        |                |            |            |    |                  |        |        |        |        |        |        |        |
|  | 1          | Melbourne United       | 96             | 79         | 84         |    |                  |        |        |        |        |        |        |        |
|  | 4          | S.E. Melbourne Phoenix | 78             | 90         | 74         |    |                  |        |        |        |        |        |        |        |
|  | 4          | S.E. Melbourne Phoenix | 78             | 90         | 74         | 1  | Melbourne United | 73     | 83     | 81     |        |        |        |        |
|  |            |                        |                |            |            | 1  | Melbourne United | 73     | 83     | 81     |        |        |        |        |
|  |            | 2                      | Perth Wildcats | 70         | 74         | 76 |                  |        |        |        |        |        |        |        |
|  | 2          | 2                      | Perth Wildcats | 70         | 74         | 76 | Perth Wildcats   | 72     | 75     | 79     |        |        |        |        |
|  | 2          |                        |                |            |            |    |                  |        | 75     | 79     |        |        |        |        |
|  | 3          | Illawarra Hawks        | 74             | 71         | 71         |    |                  |        |        |        |        |        |        |        |

### Spielstatistiken
Halbfinale
| 11. Juni 2021 19:30 Uhr | boxscore report | Melbourne United 96, S.E. Melbourne Phoenix 78              | Melbourne United 96, S.E. Melbourne Phoenix 78 | Melbourne United 96, S.E. Melbourne Phoenix 78                   | Sydney Super Dome, Sydney Zuschauer: 500 Schiedsrichter: C. Reid, D. Battye, J. Griguol | ESPN Australia, SBS Viceland |
| 11. Juni 2021 19:30 Uhr | boxscore report | Punkte pro Viertel: 26:20, 32:18, 27:16, 11:24              |                                                |                                                                  | Sydney Super Dome, Sydney Zuschauer: 500 Schiedsrichter: C. Reid, D. Battye, J. Griguol | ESPN Australia, SBS Viceland |
| 11. Juni 2021 19:30 Uhr | boxscore report | Punkte: Landale 26 Rebounds: Peatling 6 Assists: McCarron 5 |                                                | Punkte: Moore 17 Rebounds: Broekhoff, Wetzell 7 Assists: Creek 6 | Sydney Super Dome, Sydney Zuschauer: 500 Schiedsrichter: C. Reid, D. Battye, J. Griguol | ESPN Australia, SBS Viceland |
| 11. Juni 2021 19:30 Uhr | boxscore report | Melbourne United führt in der Serie 1:0                     |                                                |                                                                  | Sydney Super Dome, Sydney Zuschauer: 500 Schiedsrichter: C. Reid, D. Battye, J. Griguol | ESPN Australia, SBS Viceland |

| 13. Juni 2021 15:00 Uhr | boxscore report | S.E. Melbourne Phoenix 90, Melbourne United 79               | S.E. Melbourne Phoenix 90, Melbourne United 79 | S.E. Melbourne Phoenix 90, Melbourne United 79                         | Sydney Super Dome, Sydney Zuschauer: 500 Schiedsrichter: C. Reid, D. Lyons, R. Woolcock | ESPN Australia, SBS Viceland |
| 13. Juni 2021 15:00 Uhr | boxscore report | Punkte pro Viertel: 26:28, 20:22, 20:20, 24:9                |                                                |                                                                        | Sydney Super Dome, Sydney Zuschauer: 500 Schiedsrichter: C. Reid, D. Lyons, R. Woolcock | ESPN Australia, SBS Viceland |
| 13. Juni 2021 15:00 Uhr | boxscore report | Punkte: Creek, Sykes 26 Rebounds: Wetzell 8 Assists: Sykes 4 |                                                | Punkte: Hopson 19 Rebounds: Lual-Acuil, Peatling 7 Assists: McCarron 5 | Sydney Super Dome, Sydney Zuschauer: 500 Schiedsrichter: C. Reid, D. Lyons, R. Woolcock | ESPN Australia, SBS Viceland |
| 13. Juni 2021 15:00 Uhr | boxscore report | Serie ausgeglichen 1:1                                       |                                                |                                                                        | Sydney Super Dome, Sydney Zuschauer: 500 Schiedsrichter: C. Reid, D. Lyons, R. Woolcock | ESPN Australia, SBS Viceland |

| 15. Juni 2021 19:30 Uhr | boxscore report | Melbourne United 84, S.E. Melbourne Phoenix 74                       | Melbourne United 84, S.E. Melbourne Phoenix 74 | Melbourne United 84, S.E. Melbourne Phoenix 74         | Sydney Super Dome, Sydney Zuschauer: 500 Schiedsrichter: C. Reid, D. Lyons, D. Battye | ESPN Australia, SBS Viceland |
| 15. Juni 2021 19:30 Uhr | boxscore report | Punkte pro Viertel: 14:24, 26:21, 18:12, 26:17                       |                                                |                                                        | Sydney Super Dome, Sydney Zuschauer: 500 Schiedsrichter: C. Reid, D. Lyons, D. Battye | ESPN Australia, SBS Viceland |
| 15. Juni 2021 19:30 Uhr | boxscore report | Punkte: Landale 27 Rebounds: Landale, McCarron 8 Assists: McCarron 6 |                                                | Punkte: Te Rangi 22 Rebounds: Creek 9 Assists: Sykes 4 | Sydney Super Dome, Sydney Zuschauer: 500 Schiedsrichter: C. Reid, D. Lyons, D. Battye | ESPN Australia, SBS Viceland |
| 15. Juni 2021 19:30 Uhr | boxscore report | Melbourne United gewinnt die Serie 2:1                               |                                                |                                                        | Sydney Super Dome, Sydney Zuschauer: 500 Schiedsrichter: C. Reid, D. Lyons, D. Battye | ESPN Australia, SBS Viceland |

| 10. Juni 2021 19:30 Uhr | boxscore report | Perth Wildcats 72, Illawarra Hawks 74                                  | Perth Wildcats 72, Illawarra Hawks 74 | Perth Wildcats 72, Illawarra Hawks 74               | RAC Arena, Perth Zuschauer: 7662 Schiedsrichter: M. Aylen, M. Hare, R. Woolcock | ESPN Australia, SBS Viceland |
| 10. Juni 2021 19:30 Uhr | boxscore report | Punkte pro Viertel: 22:16, 17:17, 17:19, 16:22                         |                                       |                                                     | RAC Arena, Perth Zuschauer: 7662 Schiedsrichter: M. Aylen, M. Hare, R. Woolcock | ESPN Australia, SBS Viceland |
| 10. Juni 2021 19:30 Uhr | boxscore report | Punkte: Blanchfield 24 Rebounds: Mooney 16 Assists: Bairstow, Norton 3 |                                       | Punkte: Jessup 17 Rebounds: Simon 9 Assists: Naar 5 | RAC Arena, Perth Zuschauer: 7662 Schiedsrichter: M. Aylen, M. Hare, R. Woolcock | ESPN Australia, SBS Viceland |
| 10. Juni 2021 19:30 Uhr | boxscore report | Illawarra Hawks führt in der Serie 1:0                                 |                                       |                                                     | RAC Arena, Perth Zuschauer: 7662 Schiedsrichter: M. Aylen, M. Hare, R. Woolcock | ESPN Australia, SBS Viceland |

| 12. Juni 2021 17:30 Uhr | boxscore report | Illawarra Hawks 71, Perth Wildcats 79                  | Illawarra Hawks 71, Perth Wildcats 79 | Illawarra Hawks 71, Perth Wildcats 79                   | WIN Entertainment Centre, Wollongong Zuschauer: 5217 Schiedsrichter: V. Mayberry, D. Lyons, M. Hare | ESPN Australia, SBS Viceland |
| 12. Juni 2021 17:30 Uhr | boxscore report | Punkte pro Viertel: 13:16, 18:12, 22:32, 18:19         |                                       |                                                         | WIN Entertainment Centre, Wollongong Zuschauer: 5217 Schiedsrichter: V. Mayberry, D. Lyons, M. Hare | ESPN Australia, SBS Viceland |
| 12. Juni 2021 17:30 Uhr | boxscore report | Punkte: Harvey 24 Rebounds: Froling 6 Assists: Simon 5 |                                       | Punkte: Mooney 18 Rebounds: Travers 10 Assists: White 6 | WIN Entertainment Centre, Wollongong Zuschauer: 5217 Schiedsrichter: V. Mayberry, D. Lyons, M. Hare | ESPN Australia, SBS Viceland |
| 12. Juni 2021 17:30 Uhr | boxscore report | Serie ausgeglichen 1:1                                 |                                       |                                                         | WIN Entertainment Centre, Wollongong Zuschauer: 5217 Schiedsrichter: V. Mayberry, D. Lyons, M. Hare | ESPN Australia, SBS Viceland |

| 14. Juni 2021 14:30 Uhr | boxscore report | Perth Wildcats 79, Illawarra Hawks 71                         | Perth Wildcats 79, Illawarra Hawks 71 | Perth Wildcats 79, Illawarra Hawks 71                  | RAC Arena, Perth Zuschauer: 8986 Schiedsrichter: V. Mayberry, M. Hare, J. Griguol | ESPN Australia, SBS Viceland |
| 14. Juni 2021 14:30 Uhr | boxscore report | Punkte pro Viertel: 23:15, 23:17, 9:19, 24:20                 |                                       |                                                        | RAC Arena, Perth Zuschauer: 8986 Schiedsrichter: V. Mayberry, M. Hare, J. Griguol | ESPN Australia, SBS Viceland |
| 14. Juni 2021 14:30 Uhr | boxscore report | Punkte: Blanchfield 24 Rebounds: Mooney 14 Assists: Travers 4 |                                       | Punkte: Froling 14 Rebounds: Simon 11 Assists: Simon 4 | RAC Arena, Perth Zuschauer: 8986 Schiedsrichter: V. Mayberry, M. Hare, J. Griguol | ESPN Australia, SBS Viceland |
| 14. Juni 2021 14:30 Uhr | boxscore report | Perth Wildcats gewinnt die Serie 2:1                          |                                       |                                                        | RAC Arena, Perth Zuschauer: 8986 Schiedsrichter: V. Mayberry, M. Hare, J. Griguol | ESPN Australia, SBS Viceland |

Finale
| 18. Juni 2021 19:30 Uhr | boxscore report | Perth Wildcats 70, Melbourne United 73                                   | Perth Wildcats 70, Melbourne United 73 | Perth Wildcats 70, Melbourne United 73                        | Perth Arena, Perth Zuschauer: 9951 Schiedsrichter: C. Reid, V. Mayberry, M. Aylen | ESPN Australia, SBS Viceland |
| 18. Juni 2021 19:30 Uhr | boxscore report | Punkte pro Viertel: 19:18, 16:13, 18:29, 17:13                           |                                        |                                                               | Perth Arena, Perth Zuschauer: 9951 Schiedsrichter: C. Reid, V. Mayberry, M. Aylen | ESPN Australia, SBS Viceland |
| 18. Juni 2021 19:30 Uhr | boxscore report | Punkte: Blanchfield 27 Rebounds: Blanchfield, Mooney 7 Assists: Mooney 4 |                                        | Punkte: Goulding 23 Rebounds: McCarron 11 Assists: McCarron 6 | Perth Arena, Perth Zuschauer: 9951 Schiedsrichter: C. Reid, V. Mayberry, M. Aylen | ESPN Australia, SBS Viceland |
| 18. Juni 2021 19:30 Uhr | boxscore report | Melbourne United führt in der Serie 1:0                                  |                                        |                                                               | Perth Arena, Perth Zuschauer: 9951 Schiedsrichter: C. Reid, V. Mayberry, M. Aylen | ESPN Australia, SBS Viceland |

| 20. Juni 2021 15:00 Uhr | boxscore report | Perth Wildcats 74, Melbourne United 83                           | Perth Wildcats 74, Melbourne United 83 | Perth Wildcats 74, Melbourne United 83                       | Perth Arena, Perth Zuschauer: 11097 Schiedsrichter: V. Mayberry, C. Reid, M. Aylen | ESPN Australia, SBS Viceland |
| 20. Juni 2021 15:00 Uhr | boxscore report | Punkte pro Viertel: 28:18, 14:24, 15:20, 17:21                   |                                        |                                                              | Perth Arena, Perth Zuschauer: 11097 Schiedsrichter: V. Mayberry, C. Reid, M. Aylen | ESPN Australia, SBS Viceland |
| 20. Juni 2021 15:00 Uhr | boxscore report | Punkte: Mooney 17 Rebounds: Mooney 9 Assists: Mooney, Shervill 3 |                                        | Punkte: Goulding 21 Rebounds: Landale 17 Assists: McCarron 7 | Perth Arena, Perth Zuschauer: 11097 Schiedsrichter: V. Mayberry, C. Reid, M. Aylen | ESPN Australia, SBS Viceland |
| 20. Juni 2021 15:00 Uhr | boxscore report | Melbourne United führt in der Serie 2:0                          |                                        |                                                              | Perth Arena, Perth Zuschauer: 11097 Schiedsrichter: V. Mayberry, C. Reid, M. Aylen | ESPN Australia, SBS Viceland |

| 25. Juni 2021 19:30 Uhr | boxscore report | Melbourne United 81, Perth Wildcats 76                     | Melbourne United 81, Perth Wildcats 76 | Melbourne United 81, Perth Wildcats 76                         | John Cain Arena, Melbourne Zuschauer: 4507 Schiedsrichter: C. Reid, V. Mayberry, M. Aylen | ESPN Australia, SBS Viceland |
| 25. Juni 2021 19:30 Uhr | boxscore report | Punkte pro Viertel: 30:19, 12:18, 16:13, 23:24             |                                        |                                                                | John Cain Arena, Melbourne Zuschauer: 4507 Schiedsrichter: C. Reid, V. Mayberry, M. Aylen | ESPN Australia, SBS Viceland |
| 25. Juni 2021 19:30 Uhr | boxscore report | Punkte: Landale 15 Rebounds: Landale 9 Assists: McCarron 5 |                                        | Punkte: Mooney, White 14 Rebounds: Mooney 13 Assists: Norton 3 | John Cain Arena, Melbourne Zuschauer: 4507 Schiedsrichter: C. Reid, V. Mayberry, M. Aylen | ESPN Australia, SBS Viceland |
| 25. Juni 2021 19:30 Uhr | boxscore report | Melbourne United gewinnt die Serie 3:0                     |                                        |                                                                | John Cain Arena, Melbourne Zuschauer: 4507 Schiedsrichter: C. Reid, V. Mayberry, M. Aylen | ESPN Australia, SBS Viceland |

### Meistermannschaft
| Nr. | Nat.               | Name           | Position       | Geburtsdatum | Größe  | Info |
| --- | ------------------ | -------------- | -------------- | ------------ | ------ | ---- |
| 0   | Sudsudan           | Jo Lual-Acuil  | Center         | 26.04.1994   | 213 cm |      |
| 5   | Australien         | Sam Short      | Guard          | 11.02.1998   | 195 cm | DP   |
| 10  | Australien         | Mitch McCarron | Guard          | 30.06.1992   | 189 cm | C    |
| 13  | Australien         | David Andersen | Forward/Center | 23.06.1980   | 211 cm |      |
| 14  | Australien         | Jack White     | Forward        | 05.08.1997   | 201 cm |      |
| 18  | Japan              | Yudai Baba     | Guard          | 07.11.1995   | 196 cm | SRP  |
| 20  | Australien         | David Barlow   | Forward        | 22.10.1983   | 205 cm |      |
| 22  | Australien         | Mason Peatling | Forward        | 31.03.1997   | 203 cm | DP   |
| 30  | Australien         | Sam McDaniel   | Guard          | 09.12.1995   | 198 cm |      |
| 32  | Vereinigte Staaten | Scotty Hopson  | Forward        | 08.08.1989   | 201 cm | I    |
| 34  | Australien         | Jock Landale   | Forward        | 25.10.1995   | 211 cm |      |
| 43  | Australien         | Chris Goulding | Guard          | 24.10.1988   | 192 cm | C    |
| 51  | Australien         | Shea Ili       | Guard          | 06.10.1992   | 183 cm |      |

| Nat.       | Name             | Position       |
| ---------- | ---------------- | -------------- |
| Australien | Dean Vickerman   | Head Coach     |
| Australien | Rhys Carter      | Assistenzcoach |
| Australien | Darryl McDonald  | Assistenzcoach |
| Australien | Justin Schueller | Assistenzcoach |

| Abk. | Bedeutung                 |
| ---- | ------------------------- |
| Nr.  | Trikotnummer              |
| Nat. | Nationalität              |
| C    | Mannschaftskapitän        |
| DP   | Development Player        |
| I    | Import player             |
| SRP  | Special Restricted Player |

## Spielerstatistiken
Alle Statistiken beziehen sich auf die reguläre Saison + die Play-off-Spiele.
| Platz | Name           | Team                   | Spiele | Schnitt |
| ----- | -------------- | ---------------------- | ------ | ------- |
| 1.    | Bryce Cotton   | Perth Wildcats         | 32     | 23,5    |
| 2.    | Nathan Sobey   | S.E. Melbourne Phoenix | 36     | 21,1    |
| 3.    | Tyler Harvey   | Illawarra Hawks        | 37     | 20,0    |
| 4.    | Daniel Johnson | S.E. Melbourne Phoenix | 36     | 19,5    |
| 5.    | Victor Law     | Perth Wildcats         | 16     | 18,8    |

| Platz | Name           | Team                | Spiele | Schnitt |
| ----- | -------------- | ------------------- | ------ | ------- |
| 1.    | John Mooney    | Perth Wildcats      | 42     | 11,4    |
| 2.    | Cameron Oliver | Sydney Kings        | 24     | 10,0    |
| 3.    | Colton Iverson | New Zealand Brakers | 36     | 8,6     |
| 4.    | Victor Law     | Perth Wildcats      | 16     | 8,3     |
| 5.    | Jock Landale   | Melbourne United    | 41     | 7,8     |

| Platz | Name                | Team                 | Spiele | Schnitt |
| ----- | ------------------- | -------------------- | ------ | ------- |
| 1.    | Josh Giddey         | Adelaide 36ers       | 28     | 7,4     |
| 2.    | Scott Machado       | Cairns Taipans       | 35     | 7,0     |
| 3.    | Bryce Cotton        | Perth Wildcats       | 32     | 5,7     |
| 4.    | Mitch McCarron      | New Zealand Breakers | 42     | 5,1     |
| 5.    | Will McDowell-White | New Zealand Breakers | 20     | 5,1     |

| Platz | Name            | Team                 | Spiele | Schnitt |
| ----- | --------------- | -------------------- | ------ | ------- |
| 1.    | Justin Simon    | Sydney Kings         | 39     | 1,9     |
| 2.    | Cameron Gliddon | New Zealand Breakers | 35     | 1,5     |
| 3.    | Bryce Cotton    | Perth Wildcats       | 32     | 1,5     |
| 4.    | Lamar Patterson | Brisbane Bullets     | 17     | 1,5     |
| 5.    | Tyler Harvey    | Illawarra Hawks      | 37     | 1,5     |

| Platz | Name            | Team             | Spiele | Schnitt |
| ----- | --------------- | ---------------- | ------ | ------- |
| 1.    | Isaac Humphries | Adelaide 36ers   | 19     | 2,6     |
| 2.    | Jack White      | Melbourne United | 11     | 2,0     |
| 3.    | Jock Landale    | Melbourne United | 41     | 1,4     |
| 4.    | Sam Froling     | Illawarra Hawks  | 39     | 1,4     |
| 5.    | Cameron Oliver  | Sydney Kings     | 24     | 1,3     |

## Individuelle Auszeichnungen
- Most Valuable Player der regulären Saison (Andrew Gaze Trophy): Bryce Cotton[1] (Perth Wildcats)
- Rookie of the Year: Josh Giddey (Adelaide 36ers)
- Best Defensive Player (Damian Martin Trophy): Justin Simon (Illawarra Hawks)
- Best Sixth Man: Jo Lual-Acuil (Melbourne United)
- Most Improved Player: Sam Froling (Illawarra Hawks)
- Fans MVP: Bryce Cotton (Perth Wildcats)
- Coach of the Year (Lindsay Gaze Trophy): Trevor Gleeson (Perth Wildcats)
- Executive of the Year: Mark Boyd (Melbourne United)
- Referee of the Year: Chris Reid
- Most Outstanding Media Coverage: Olgun Uluc (ESPN Australia)
- GameTime by Kmart: Kyle Adnam (South East Melbourne Phoenix)
- All-NBL First Team:
  - Bryce Cotton (Perth Wildcats)
  - Nathan Sobey (Brisbane Bullets)
  - Tyler Harvey (Illawarra Hawks)
  - John Mooney (Perth Wildcats)
  - Jock Landale (Melbourne United)
- All-NBL Second Team:
  - Chris Goulding (Melbourne United)
  - Casper Ware (Sydney Kings)
  - Mitch McCarron (Melbourne United)
  - Mitch Creek (South East Melbourne Phoenix)
  - Finn Delany (New Zealand Breakers)

- Grand Final Series MVP (Larry Sengstock Medal): Jock Landale (Melbourne United)

## Weblink
- Offizielle Website der NBL (englisch)